# 織田長純
織田 長純（おだ ながずみ、安政3年10月25日（1856年11月22日） - 大正9年（1920年）11月29日）は、日本の華族。通称は徳次郎。位階は正三位。爵位は子爵。
夫人、子女ともにいない。養子は織田長義（弟長表の長男）。

## 生涯
安政3年（1856年）10月25日、大和芝村藩主織田長易の三男として誕生する。生母ははま。明治13年（1880年）7月22日、家督を相続する。同年8月12日、元服し、従五位に叙任する。後に正三位にまで昇進する。明治17年（1884年）7月8日、子爵となる。明治18年（1885年）4月24日、宮中祗候に就任し、明治天皇に奉仕する。同年7月7日、宮中祗候の廃止に伴って免職される。明治18年（1885年）7月21日、宮中の賢所勤番を命じられる。明治19年（1886年）2月5日、賢所勤番の廃止に伴って免職される。なお、墓碑によれば、「平生多病晩年養痾」とあり、健康に恵まれなかったようである。大正9年（1920年）11月29日死去。墓寺は重秀寺。
| 日本の爵位 | 日本の爵位                              | 日本の爵位    |
| ---------- | --------------------------------------- | ------------- |
| 先代 叙爵  | 子爵 （芝村）織田家初代 1884年 - 1920年 | 次代 織田長繁 |